# Список глав Пакистана
Список глав Пакистана включает лиц, являвшихся главой государства Пакистана после обретения им независимости в 1947 году, включая правивших монархов и представлявших их генерал-губернаторов, избранных президентов после провозглашения в 1956 году республики, а также руководителя военной администрации.
В настоящее время главой государства является избираемый непрямым голосованием (Коллегией выборщиков) на пятилетний срок (с правом однократного переизбрания) Президент Пакистана (англ. President of Pakistan, урду صدرِ پاکستان‎). В действующей конституции, принятой в 1973 году, посту президента посвящены статьи с 41 по 49, по которым президент выполняет в основном церемониальные функции, является гарантом нормального и непрерывного функционирования государственных органов, национальной независимости и территориальной целостности, следит за сохранением и уважением национального суверенитета как внутри страны, так и за её пределами, является гарантом национального единства.
Использованная в первом столбце таблиц нумерация является условной; также условным является использование в первом столбце цветовой заливки, служащей для упрощения восприятия принадлежности лиц к различным политическим силам без необходимости обращения к столбцу, отражающему партийную принадлежность. Наряду с партийной принадлежностью, в столбце «Партия» также отражён беспартийный статус персоналий. В столбце «Выборы» отражены состоявшиеся выборные процедуры или иные основания получения полномочий. Для удобства список разделён на принятые в историографии периоды истории страны. Приведённые в преамбулах к каждому из разделов описания этих периодов призваны пояснить особенности её политической жизни.

## Пакистан (доминион, 1947—1956)
15 августа 1947 года провинции Британской Индии Западный Пенджаб, Синд, Белуджистан, Восточная Бенгалия и Северо-Западная пограничная провинция были провозглашены доминионом Пакистан (англ. Pakistan, урду پاکستان‎).
Правящим монархом нового государства стал Георг VI, которого представляли назначаемые им генерал-губернаторы Пакистана (англ. Governor-General of Pakistan, урду گورنر جنرل کے پاکستان‎), осуществлявшие большую часть полномочий монарха, служа его воле. Назначение генерал-губернатора происходило по рекомендации кабинета министров Пакистана без участия британского правительства. Правовое положение монарха и генерал-губернатора было определено нормами, включёнными в Приказ (Временную конституцию) о Пакистане, который был основан на Законе об управлении Индией 1935 года.
Сразу после создания доминиона Учредительное собрание приступило к разработке конституции. Большинство мест в Собрании получила партия Мусульманская лига, выступавшая за сохранение единства страны. Однако в трёх провинциях (Синде, Белуджистане и Восточной Бенгалии) возникло движение за проведение административно-территориальной реформы и предоставление провинциям автономии. Обострилась ситуация и вокруг княжества Кашмир, не входившего в состав Индии и Пакистана. Последний рассматривал договор о включении населённого преимущественно мусульманами княжества в состав Индии как угрозу пакистанской государственности. 22 октября 1947 года вооружённые отряды Пакистана начали вторжение в регион, приведшее к первой индо-пакистанской войне. При посредничестве ООН 1 января 1949 года вступило в силу перемирие между Индией и Пакистаном, которому перешла под контроль западная часть Кашмира.
После смерти генерал-губернатора Мухаммеда Али Джинны и убийства его соратника, премьер-министра Лиаката Али Хана, усилилась политическая нестабильность в стране. Отказ правительства гарантировать гражданские права населения и социально-экономические проблемы привели к выходу из Мусульманской лиги её членов, создавших впоследствии оппозиционные партии. В марте 1954 года в выборах в Законодательное собрание Восточной Бенгалии Мусульманская лига проиграла оппозиции, получившей большинство мест. Чтобы удержать страну партия разогнала местное правительство и объявила о чрезвычайном положении. В октябре Учредительное собрание было распущено. Для ослабления политического значения Восточной Бенгалии правительство пошло на объединение четырёх провинций в одну — Западный Пакистан. В июне 1955 года было восстановлено Учредительное собрание, принявшее в феврале 1956 года конституцию, в соответствии с которой Пакистан провозглашался исламской республикой.
| Портрет      | Имя (годы жизни)                                                                                                 | Правление       | Правление | Династия                        | Наименование титула | Пр.         |
| Портрет      | Имя (годы жизни)                                                                                                 | Начало          | Окончание | Династия                        | Наименование титула | Пр.         |
| ------------ | --- | --------------- | --- | ------------------------------- | --- | ----------- |
|              | Георг VI (1895—1952) англ. George VI (урожд. Альберт Фредерик Артур Джордж англ. Albert Frederick Arthur George) | 15 августа 1947 | 22 июня 1948 | Виндзоры англ. House of Windsor | Милостью Божьей, Великобритании, Ирландии и Британских доминионов за морями король, защитник веры, император Индии англ. By the Grace of God of Great Britain, Ireland and the British Dominions beyond the Seas King, Defender of the Faith, Emperor of India | [ 5 ] [ 6 ] |
| 22 июня 1948 | Георг VI (1895—1952) англ. George VI (урожд. Альберт Фредерик Артур Джордж англ. Albert Frederick Arthur George) | 6 февраля 1952  | Милостью Божьей, Великобритании, Ирландии и Британских доминионов за морями король, защитник веры англ. By the Grace of God, of Great Britain, Ireland and the British Dominions beyond the Seas King, Defender of the Faith    | Виндзоры англ. House of Windsor | | [ 5 ] [ 6 ] |
|              | Елизавета II (1926—2022) англ. Elizabeth II (урожд. Элизабет Александра Мэри англ. Elizabeth Alexandra Mary)     | 6 февраля 1952  | 29 мая 1953 | Виндзоры англ. House of Windsor | Милостью Божьей, Великобритании, Ирландии и Британских доминионов за морями королева, защитница веры англ. By the Grace of God, of Great Britain, Ireland and the British Dominions beyond the Seas Queen, Defender of the Faith                               | [ 7 ] [ 8 ] |
| 29 мая 1953  | Елизавета II (1926—2022) англ. Elizabeth II (урожд. Элизабет Александра Мэри англ. Elizabeth Alexandra Mary)     | 23 марта 1956   | Королева Соединённого Королевства Великобритании и Северной Ирландии и других её королевств и территорий, глава Содружества англ. Queen of the United Kingdom and of Her other Realms and Territories, Head of the Commonwealth | Виндзоры англ. House of Windsor | | [ 7 ] [ 8 ] |

### Список генерал-губернаторов Пакистана
Курсивом и серым цветом выделены даты начала и окончания полномочий Искандера Али Мирзы, временно замещавшего Малика Гулама Мухаммеда, находившегося на лечении в Великобритании.
|                                                    | Портрет        | Имя (годы жизни)                                                                              | Полномочия       | Полномочия                                                                                 | Партия             | Наименование должности                                                                          | Пр.    |
| Начало                                             | Портрет        | Имя (годы жизни)                                                                              | Окончание        |                                                                                            | Партия             | Наименование должности                                                                          | Пр.    |
| -------------------------------------------------- | -------------- | --------------------------------------------------------------------------------------------- | ---------------- | ------------------------------------------------------------------------------------------ | ------------------ | ----------------------------------------------------------------------------------------------- | ------ |
| 1                                                  |                | Мухаммед Али Джинна (1876—1948) англ. Muhammad Ali Jinnah урду محمد علی جناح‎                  | 15 августа 1947  | 11 сентября 1948                                                                           | Мусульманская лига | Генерал-губернатор Пакистана урду گورنر جنرل کے پاکستان‎ англ. Governor-General of Pakistan      | [ 9 ]  |
| С 11 по 14 сентября 1948 года — должность вакантна |                |                                                                                               |                  |                                                                                            |                    |                                                                                                 |        |
| и. о.                                              |                | Хаваджа Назимуддин (1894—1964) англ. Khawaja Nazimuddin урду خواجہ ناظم الدین‎ бенг. খাজা নাজিমুদ্দীন | 14 сентября 1948 | 12 ноября 1948                                                                             | Мусульманская лига | Исполняющий обязанности генерал-губернатора Пакистана англ. Acting Governor-General of Pakistan | [ 10 ] |
| 2                                                  | 12 ноября 1948 | Хаваджа Назимуддин (1894—1964) англ. Khawaja Nazimuddin урду خواجہ ناظم الدین‎ бенг. খাজা নাজিমুদ্দীন | 19 октября 1951  | Генерал-губернатор Пакистана урду گورنر جنرل کے پاکستان‎ англ. Governor-General of Pakistan | Мусульманская лига |                                                                                                 | [ 10 ] |
| 3                                                  |                | Малик Гулам Мухаммед (1895—1956) англ. Malik Ghulam Muhammad урду ملک غلام محمد‎               | 19 октября 1951  | Генерал-губернатор Пакистана урду گورنر جنرل کے پاکستان‎ англ. Governor-General of Pakistan | Мусульманская лига | 6 октября 1955                                                                                  | [ 11 ] |
| и. о.                                              |                | Искандер Али Мирза (1899—1969) англ. Iskander Ali Mirza урду اسکندر علی مرزا‎                  | 7 августа 1955   | 6 октября 1955                                                                             | беспартийный       | Исполняющий обязанности генерал-губернатора Пакистана англ. Acting Governor-General of Pakistan | [ 12 ] |
| 4                                                  | 6 октября 1955 | Искандер Али Мирза (1899—1969) англ. Iskander Ali Mirza урду اسکندر علی مرزا‎                  | 23 марта 1956    | Генерал-губернатор Пакистана урду گورنر جنرل کے پاکستان‎ англ. Governor-General of Pakistan | беспартийный       |                                                                                                 | [ 12 ] |

## Исламская Республика Пакистан (с 1956)
В феврале 1956 года Учредительное собрание приняло конституцию, в соответствии с которой страна провозглашалась Исламской Республикой Пакистан (англ. Islamic Republic of Pakistan, урду اسلامی جمہوریہ پاكستان‎, бенг. ইসলামি প্রজাতন্ত্রী পাকিস্তান), генерал-губернатор был приведён к присяге в качестве президента, а Собрание распускалось, передав полномочия Национальному собранию. Устанавливались всеобщие прямые выборы в парламент, ответственность правительства перед ним, представительский характер полномочий президента. В сентябре сформировано коалиционное правительство, которое не смогло разрешить правительственный кризис, приведший в октябре 1958 года к военному перевороту. Действие конституции было приостановлено, политические партии запрещены, а ключевые посты в гражданской администрации заняли военные. 27 октября генерал Мухаммед Айюб Хан взял на себя обязанности президента страны. В 1959 году реформирована система государственного управления, в соответствии с чем глава государства избирался Коллегией выборщиков.
Новая конституция, обнародованная 1 марта 1962 года, провозглашала страну президентской Республикой Пакистан (англ. Republic of Pakistan, урду جمہوریہ پاكستان‎, бенг. প্রজাতন্ত্রী পাকিস্তান). В апреле проведены выборы в парламент, 8 июня президент объявил об отмене военного положения и введении в действие конституции, 16 июля разрешена деятельность политических партий. В январе 1964 года в конституцию внесены поправки, вернувшие прежнее название страны, — Исламская Республика Пакистан (англ. Islamic Republic of Pakistan, урду اسلامی جمہوریہ پاكستان‎, бенг. ইসলামি প্রজাতন্ত্রী পাকিস্তান). В конце 1968 года все политические партии выступили с призывом восстановить парламентскую форму правления. В марте 1969 года на фоне восстания в Восточном Пакистане Айюб Хан сложил с себя президентские полномочия, передав власть главнокомандующему пакистанской армии генералу Ага Мухаммеду Яхья Хану. В декабре 1970 года на парламентских выборах победила Пакистанская народная партия (ПНП), потребовавшая от военных передать власть большинству депутатов Национального собрания и законодательно закрепить права автономии Восточного Пакистана. Отказ военных подчиниться привёл к обострению политического кризиса, и в марте 1971 года провинция провозгласила себя независимой Народной Республикой Бангладеш. Провал попытки Яхья Хана вернуть Бангладеш военным путём заставил его уйти в отставку. Страну возглавил лидер ПНП Зульфикар Али Бхутто.
14 августа 1973 года вступила в силу новая конституция, в соответствии с которой Пакистан стал федеративной парламентской республикой. Президент утратил право назначать премьер-министров, перестал быть верховным главнокомандующим и главой исполнительной власти, которая сосредоточилась в руках премьер-министра, избираемого Национальным собранием — нижней палатой Парламента. В марте 1977 года проведены выборы в законодательный орган, победу в которых одержала ПНП, однако оппозиционный блок Пакистанский национальный альянс (ПНА) не признал результаты выборов и развернул кампанию протеста. В ответ на это премьер-министр Зульфикар Али Бхутто арестовал лидеров ПНА и ввёл в стране чрезвычайное положение. В условиях внутриполитического кризиса пакистанские военные во главе с генералом Мухаммедом Зия-уль-Хаком совершили в июле 1977 года государственный переворот, арестовав Бхутто и членов правительства, приостановив действие конституции и распустив Национальное собрание. В сентябре 1978 года Зия-уль-Хак принял на себя обязанности главы государства. В декабре 1985 года было восстановлено действие конституции, отменено чрезвычайное положение. Однако после гибели Зия-уль-Хака в августе 1988 года оно было вновь введено. В ноябре проведены выборы в Национальное собрание, а в декабре избран президент — Гулам Исхак Хан. Новое правительство, возглавляемое лидером ПНП Беназир Бхутто, отменило чрезвычайное положение, сняло запрет с деятельностьи профсоюзов, освободило политзаключённых.
В апреле 1993 года Исхак Хан попытался распустить правительство и Национальное собрание. Отстранённые члены кабинета министров опротестовали действия президента в Верховном суде, который 26 мая объявил указ главы государства недействительным. Для стабилизации обстановки Исхак Хан подал в отставку. На внеочередных президентских выборах победил Фарук Легари, сформировано правительство под руководством Беназир Бхутто (отстранённой в 1990 году аналогичными действиями Исхака Хана). В ноябре 1996 года конфронтация президента и премьер-министра в очередной раз привела к увольнению кабинета министров и роспуску Национального собрания. По итогам досрочных парламентских выборов в феврале 1997 года сформировано новое правительство в основном из членов партии «Пакистанской мусульманской лиги — Наваза» (ПМЛ—Н). Под давлением военных 2 декабря Легари ушёл в отставку, а его место занял сенатор от ПМЛ (Н) Рафик Тарар. Однако в июне 2001 года Таррар был вынужден покинуть пост президента из-за конфликта между правительством и начальником штаба Сухопутных сил генерала Первезом Мушаррафом, организовавшим в октябре 1999 года военный переворот и арестовавшим премьер-министра Наваза Шарифа. Возглавивший страну Мушарраф в октябре 2007 года был переизбран на пятилетний срок. Однако на парламентских выборах в феврале 2008 года победила оппозиционная Пакистанская народная партия, и президент во избежание импичмента 18 августа подал в отставку. Новым главой государства был избран сопредседатель ПНП Асиф Али Зардари. В 2010 году Национальное собрание одобрило поправки к конституции, согласно которым в стране восстанавливалась парламентская форма правления, ограничивались полномочия президента, реформировались судебная и избирательная системы.
|           | Портрет         | Имя (годы жизни)                                                                             | Полномочия       | Полномочия                                                                           | Партия                                        | Выборы                                                           | Наименование должности                                                               | Пр.           |
| Начало    | Портрет         | Имя (годы жизни)                                                                             | Окончание        |                                                                                      | Партия                                        | Выборы                                                           | Наименование должности                                                               | Пр.           |
| --------- | --------------- | -------------------------------------------------------------------------------------------- | ---------------- | ------------------------------------------------------------------------------------ | --------------------------------------------- | ---------------------------------------------------------------- | ------------------------------------------------------------------------------------ | ------------- |
| 1         |                 | Искандер Али Мирза (1899—1969) англ. Iskander Ali Mirza урду اسکندر علی مرزا‎                 | 23 марта 1956    | 27 октября 1958                                                                      | Республиканская партия                        | [ комм. 3 ]                                                      | Президент Пакистана англ. President of Pakistan урду صدرِ پاکستان‎ бенг. পাকিস্তানের রাষ্ট্রপতি | [ 12 ] [ 13 ] |
| 2 (I—II)  |                 | Мухаммед Айюб Хан (1907—1974) англ. Muhammad Ayub Khan урду محمد ایوب خان‎                    | 27 октября 1958  | 23 мая 1965                                                                          | военный                                       | [ комм. 4 ]                                                      | Президент Пакистана англ. President of Pakistan урду صدرِ پاکستان‎ бенг. পাকিস্তানের রাষ্ট্রপতি | [ 14 ] [ 15 ] |
|           | 23 мая 1965     | Мухаммед Айюб Хан (1907—1974) англ. Muhammad Ayub Khan урду محمد ایوب خان‎                    | 25 марта 1969    | Конвенционная мусульманская лига                                                     | 1965                                          |                                                                  | Президент Пакистана англ. President of Pakistan урду صدرِ پاکستان‎ бенг. পাকিস্তানের রাষ্ট্রপতি | [ 14 ] [ 15 ] |
| и. о.     |                 | Ага Мухаммед Яхья Хан (1917—1980) англ. Agha Muhammad Yahya Khan урду آغا محمد یحٰیی خان‎      | 25 марта 1969    | 31 марта 1969                                                                        | военный                                       | [ комм. 5 ]                                                      | Главный администратор военного положения англ. Chief Martial Law Administrator       | [ 16 ] [ 17 ] |
| 3         | 31 марта 1969   | Ага Мухаммед Яхья Хан (1917—1980) англ. Agha Muhammad Yahya Khan урду آغا محمد یحٰیی خان‎      | 20 декабря 1971  | Президент Пакистана англ. President of Pakistan урду صدرِ پاکستان‎ бенг. পাকিস্তানের রাষ্ট্রপতি | военный                                       | [ комм. 5 ]                                                      |                                                                                      | [ 16 ] [ 17 ] |
| 4         |                 | Зульфикар Али Бхутто (1928—1979) англ. Zulfikar Ali Bhutto урду ذوالفقار علی بھٹو‎            | 20 декабря 1971  | Президент Пакистана англ. President of Pakistan урду صدرِ پاکستان‎ бенг. পাকিস্তানের রাষ্ট্রপতি | 13 августа 1973                               | Пакистанская народная партия                                     | [ комм. 7 ]                                                                          | [ 18 ] [ 19 ] |
| 5         |                 | Фазал Илахи Чоудхури (1904—1982) англ. Fazal Ilahi Chaudhry урду فضل الہی چوہدری‎             | 14 августа 1973  | 16 сентября 1978                                                                     | [ комм. 8 ]                                   | Пакистанская народная партия                                     | Президент Пакистана англ. President of Pakistan урду صدرِ پاکستان‎                     | [ 20 ] [ 21 ] |
| 6         |                 | Мухаммед Зия-уль-Хак (1924—1988) англ. Muhammad Zia-ul-Haq урду محمد ضیاء الحق‎               | 16 сентября 1978 | 17 августа 1988                                                                      | военный                                       | [ комм. 10 ]                                                     | Президент Пакистана англ. President of Pakistan урду صدرِ پاکستان‎                     | [ 22 ] [ 23 ] |
| и. о.     |                 | Гулам Исхак Хан (1955—2006) англ. Ghulam Ishaq Khan урду غلام اسحاق خان‎                      | 17 августа 1988  | 13 декабря 1988                                                                      | беспартийный                                  | [ комм. 11 ]                                                     | Исполняющий обязанности президента Пакистана англ. Acting President of Pakistan      | [ 24 ] [ 25 ] |
| 7         | 13 декабря 1988 | Гулам Исхак Хан (1955—2006) англ. Ghulam Ishaq Khan урду غلام اسحاق خان‎                      | 18 июля 1993     | 1988                                                                                 | беспартийный                                  | Президент Пакистана англ. President of Pakistan урду صدرِ پاکستان‎ |                                                                                      | [ 24 ] [ 25 ] |
| и. о.     |                 | Васим Саджад (1941—) англ. Wasim Sajjad урду وسیم سجاد‎                                       | 18 июля 1993     | 14 ноября 1993                                                                       | Пакистанская мусульманская лига — Наваза      | [ комм. 11 ]                                                     | Исполняющий обязанности президента Пакистана англ. Acting President of Pakistan      | [ 26 ]        |
| 8         |                 | Фарук Ахмед Хан Легари (1940—2010) англ. Farooq Ahmad Khan Leghari урду فاروق احمد خان لغاری‎ | 14 ноября 1993   | 2 декабря 1997                                                                       | Пакистанская народная партия                  | 1993                                                             | Президент Пакистана англ. President of Pakistan урду صدرِ پاکستان‎                     | [ 27 ] [ 28 ] |
| и. о.     |                 | Васим Саджад (1941—) англ. Wasim Sajjad урду وسیم سجاد‎                                       | 2 декабря 1997   | 1 января 1998                                                                        | Пакистанская мусульманская лига — Наваза      | [ комм. 11 ]                                                     | Исполняющий обязанности президента Пакистана англ. Acting President of Pakistan      | [ 26 ]        |
| 9         |                 | Мухаммед Рафик Тарар (1929—2022) англ. Muhammad Rafiq Tarar урду محمد رفیق تارڑ‎              | 1 января 1998    | 20 июня 2001                                                                         | Пакистанская мусульманская лига — Наваза      | 1997                                                             | Президент Пакистана англ. President of Pakistan урду صدرِ پاکستان‎                     | [ 29 ] [ 30 ] |
| 10 (I—II) |                 | Первез Мушарраф (1943—2023) англ. Pervez Musharraf урду پرویز مشرف‎                           | 20 июня 2001     | 29 ноября 2007                                                                       | военный                                       | [ комм. 12 ]                                                     | Президент Пакистана англ. President of Pakistan урду صدرِ پاکستان‎                     | [ 31 ] [ 32 ] |
|           | 29 ноября 2007  | Первез Мушарраф (1943—2023) англ. Pervez Musharraf урду پرویز مشرف‎                           | 18 августа 2008  | беспартийный                                                                         | 2007                                          |                                                                  | Президент Пакистана англ. President of Pakistan урду صدرِ پاکستان‎                     | [ 31 ] [ 32 ] |
| и. о.     |                 | Мухаммед Миан Сомро (1950—) англ. Muhammad Mian Soomro урду محمد میاں سومرو‎                  | 18 августа 2008  | 9 сентября 2008                                                                      | Пакистанская мусульманская лига — Каид-и-Азам | [ комм. 11 ]                                                     | Исполняющий обязанности президента Пакистана англ. Acting President of Pakistan      | [ 26 ]        |
| 11 (I)    |                 | Асиф Али Зардари (1955—) англ. Asif Ali Zardari урду آصف علی زرداری‎                          | 9 сентября 2008  | 8 сентября 2013                                                                      | Пакистанская народная партия                  | 2008                                                             | Президент Пакистана англ. President of Pakistan урду صدرِ پاکستان‎                     | [ 33 ] [ 34 ] |
| 12        |                 | Мамнун Хусейн (1949—2021) англ. Mamnoon Hussain урду ممنون حسین‎                              | 9 сентября 2013  | 9 сентября 2018                                                                      | Пакистанская мусульманская лига — Наваза      | 2013                                                             | Президент Пакистана англ. President of Pakistan урду صدرِ پاکستان‎                     | [ 35 ] [ 36 ] |
| 13        |                 | Ариф-ур-Рахман Алви (1949—) англ. Arif-ur-Rehman Alvi урду عارف الرحمان علوی‎                 | 9 сентября 2018  | 10 марта 2024                                                                        | Пакистанское движение за справедливость       | 2018                                                             | Президент Пакистана англ. President of Pakistan урду صدرِ پاکستان‎                     | [ 37 ] [ 38 ] |
| 11 (II)   |                 | Асиф Али Зардари (1955—) англ. Asif Ali Zardari урду آصف علی زرداری‎                          | 10 марта 2024    | действующий                                                                          | Пакистанская народная партия                  | 2024                                                             | Президент Пакистана англ. President of Pakistan урду صدرِ پاکستان‎                     | [ 33 ] [ 34 ] |